# The New Twilight Zone—aflevering 9
De negende aflevering van de serie The New Twilight Zone bestaat uit twee subafleveringen: Dead Woman's Shoes en Wong's Lost and Found Emporium.

## Dead Woman's Shoes
Dead Woman's Shoes is de eerste subaflevering. Het scenario werd geschreven door Lynn Barker.

### Plot
Een verlegen jonge vrouw genaamd Maddie die werkt in een kringloopcentrum probeert op een dag een paar tweedehands schoenen, en haar persoonlijkheid veranderd op slag. Ze wordt zelfverzekerder en assertief. Ze stormt de winkel uit en neemt een taxi naar een groot landhuis. De huishoudster vraagt haar wie ze is, waarop Maddie antwoordt dat ze de eigenares is van dit huis. Ze vertel de huishoudster dingen over haar die een vreemdeling onmogelijk kan weten. Maddie besluit eerst een bad te nemen, maar zodra ze de schoenen uitdoet wordt ze weer zichzelf. De huishoudster probeert haar de deur uit te werken, maar Maddie trekt haar schoenen weer aan en krijgt haar zelfvertrouwen terug. Bovendien beweert ze nu de overleden echtgenote van de eigenaar van het huis te zijn.
Wanneer de huiseigenaar thuiskomt. Wanneer hij Maddie ziet, verteld die hem dat ze alles weet over hoe hij zijn vrouw heeft vermoord, en dat ze hier is om wraak te nemen. Ze trekt een pistool en opent het vuur op de man, die haastig wegvlucht. Daar haar schoenen haar belemmeren bij de achtervolging trekt ze ze weer uit, maar hierdoor krijgt ze haar oude persoonlijkheid weer terug. Ze dumpt de schoenen in een vuilniscontainer, en haast zich weg uit het huis.
Niet veel later vindt een andere vrouw de schoenen, trekt ze aan, en gaat het landhuis binnen. De aflevering eindigt met het geluid van een pistoolschot.

### Rolverdeling
- Jeffrey Tambor: Kyle Montgomery
- Theresa Saldana: Inez
- Sasha von Scherler: Eileen
- Hardy Rawls: Hyatt
- Lance E. Nichols: Cabbie
- Pia Gronning: Susan Montgomery
- Helen Mirren: Maddie Duncan
- Robert Pastorelli: man
- Tyra Ferrell: huidhoudster
- Julie Dolan: vrouw
- Leslie Bega: vrouw

### Trivia
- Deze aflevering is een nieuwe versie van de aflevering Dead Man’s Shoes uit de originele serie.

## Wong's Lost and Found Emporium
Wong's Lost and Found Emporium is de tweede subaflevering. Het scenario werd geschreven door Alan Brennert.

### Plot
De aflevering draait om een jonge man genaamd David Wong. Al drie jaar lang zoekt hij naar zijn verloren geluk. Derhalve is hij nu erg verbitterd en cynisch. Hij belandt in een vreemde winkel, waar men letterlijk alles terug kan vinden wat men ooit in zijn leven is kwijtgeraakt.

### Rolverdeling
- Brian Tochi: David Wong
- Anna Marja Poon: Melinda
- Carol Bruce: Mrs. Whitford
- Stacy Keach, Sr.: oudere man
- Jack Jozefson: kassier
- Marty Levy: klant